# Жінка: варіант долі
«Жінка: варіант долі» («Женщина: вариант судьбы») — радянський двосерійний телефільм 1991 року, знятий режисером Володимиром Македонським на студії «Союзтелефільм».

## Сюжет
Про зйомки художнього фільму «Жінка: варіант долі», задуманого режиссером А. Трофімовим, який представляє наших сучасниць: Ірину Андрєєву, народного депутата СРСР, головного мистецтвознавця Загальносоюзного будинку моделей одягу, Євєліну Шац, президента компанії «Чеккофільм», поета, Ксенію Муратову, професора мистецтвознавства у Сорбонні. На одну з головних ролей режиссер запрошує диктора ЦТ, у минулому актрису Майю Сидорову.

## У ролях
- Олександр Трофімов — режисер
- Майя Сидорова — актриса
- Ксенія Муратова — мистецтвознавець
- Ірен Андрєєва — дизайнер
- Евеліна Шац — письменниця
- Юрій Вотяков — чоловік письменниці

## Знімальна група
- Режисер — Володимир Македонський
- Сценарист — Я. Грішин
- Оператор — Геннадій Карюк
- Композитор — Андреа Талмеллі